# Parantica timorica
Parantica timorica là một loài bướm giáp thuộc phân họ Danainae. Đây là loài đặc hữu của Indonesia.